# جوزيف وير (لاعب كريكت)
جوزيف وير (8 سبتمبر 1822 - 21 سبتمبر 1868 بلوزان في سويسرا) (بالإنجليزية: Joseph Ware)‏ هو لاعب كريكت أسترالي.

## وصلات خارجية
- جوزيف وير على موقع إي آس بي آن كريك إنفو (الإنجليزية)